# Mormodes oestlundianum
Mormodes oestlundianum är en orkidéart som beskrevs av Gerardo A. Salazar och Eric Hágsater. Mormodes oestlundianum ingår i släktet Mormodes och familjen orkidéer. Inga underarter finns listade i Catalogue of Life.